# شهرک ۱۲ امام
شهرک ۱۲ امام یک روستا در ایران است که در دهستان پشتکوه (اردل) واقع شده‌است. شهرک ۱۲ امام ۱٬۵۲۹ نفر جمعیت دارد.